# Agressiva 69
Agressiva 69 – polski zespół muzyczny, jeden z pierwszych przedstawicieli rocka industrialnego, założony w 1989 w Krakowie.
Założycielami grupy są Tomasz Grochola (śpiew, samplery) i Jacek Tokarczyk (gitara, samplery). Po nagraniu pierwszej płyty dołączyli do nich: Bogusław Pezda (śpiew, samplery, syntezatory) odpowiedzialny za ponad 40 kompozycji zespołu wraz ze Sławomir Leniart (gitary, programowanie) w latach (1994–2010) i Robert Tuta. Zespół inspirował się takimi grupami muzycznymi jak Underworld i Republika.

## Dyskografia
| Rok  | Tytuł                                                                    |
| ---- | ------------------------------------------------------------------------ |
| 1993 | Deus Ex Machina - Data: 2 kwietnia 1993 - Wydawca: SPV Poland            |
| 1994 | Hammered by the Gods - Data: 18 marca 1994 - Wydawca: SPV Poland         |
| 1997 | 2.47 - Data: 17 marca 1997 - Wydawca: Koch International                 |
| 1999 | 2.47 (wersja ang.) - Data: 1999 - Wydawca: Koch International            |
| 2001 | Agressiva 69 - Data: 1 września 2001 - Wydawca: EMI Music Poland         |
| 2006 | In - Data: 15 maja 2006 - Wydawca: EMI Music Poland                      |
| 2007 | Out - Data: 16 listopada 2007 - Wydawca: 2.47 Records                    |
| 2011 | Republika 69 - Data: 21 listopada 2011 - Wydawca: Metal Mind Productions |
| 2012 | Ummmet - Data: 23 stycznia 2012 - Wydawca: Metal Mind Productions        |

| 1996                           | „Pure”                         | –  | –  |
| 1998                           | „Point of View”                | –  | –  |
| 2001                           | „Situations”                   | 27 | 46 |
| 2001                           | „Cisza / Aniołowie”            | –  | –  |
| 2002                           | „Koniec sztuki”                | –  | 66 |
| 2003                           | „Chaos i kosmos”               | 37 | 55 |
| 2004                           | „Relax”                        | –  | –  |
| 2006                           | „Nie widać końca”              | –  | –  |
| 2007                           | „Kombinat / Poranna wiadomość” | –  | –  |
| 2008                           | „W służbie industrialu”        | –  | –  |
| „–” pozycja nie była notowana. |                                |    |    |

| 2001                           | „Egoiści” (oraz Edyta Bartosiewicz) | 1  | 46 |
| 2001                           | „Cisza”                             | 33 | –  |
| 2007                           | „Kombinat”                          | 36 | –  |
| „–” pozycja nie była notowana. |                                     |    |    |

### Kompilacje
| Rok  | Tytuł                                                   | Uwagi                                                                     |
| ---- | ------------------------------------------------------- | ------------------------------------------------------------------------- |
| 1998 | Industrial Music Is Dead - Data: 1998 - Wydawca: XL     | - Płyta dostępna była wyłącznie z magazynem XL - nr 4 (26), kwiecień 1998 |
| 2004 | Dirrrt - Data: 17 maja 2004 - Wydawca: EMI Music Poland | - box, 4x CD, box 5x CD - edycja limitowana                               |

### Kompilacje różnych wykonawców
| Rok  | Tytuł                                | Utwór                                                                                 |
| ---- | ------------------------------------ | ------------------------------------------------------------------------------------- |
| 1998 | Gniew (ścieżka dźwiękowa)            | - utwory „Point Of View”, „Geny Milczenia”, „Clinical”, „Dark Disco”                  |
| 1999 | Poniedziałek (ścieżka dźwiękowa)     | - utwory: „Devotion”, „Tai”, „She was soulless”, „Prayer in the evening”              |
| 2001 | Egoiści (ścieżka dźwiękowa)          | - utwór: „Egoiści”                                                                    |
| 2006 | Pod powierzchnią (ścieżka dźwiękowa) | - utwory: „Ogień”, „Miasto”, „Znieczulenie”, „Detox”, „Jeden dzień”, „I fall a sleep” |
| 2008 | Wyspiański wyzwala                   | - utwór: „Gdy przyjdzie mi ten świat porzucić”                                        |
| 2009 | Gajcy!                               | - utwór: „Schodząc”                                                                   |

## Wyróżnienia
- Nominacja do nagrody Fryderyk 1997 w kategorii Album roku – dance & techno (płyta 2.47)[32]